# Camobi
Camobi é um bairro do distrito da Sede, no município gaúcho de Santa Maria, no Brasil. Localiza-se na região leste da cidade.
O bairro Camobi possui uma área de 20,5186 km², que equivale a 16,84% do distrito da Sede, que é de 121,84 km² e 1,145% do município de Santa Maria, que é de 1791,65 km².

## História

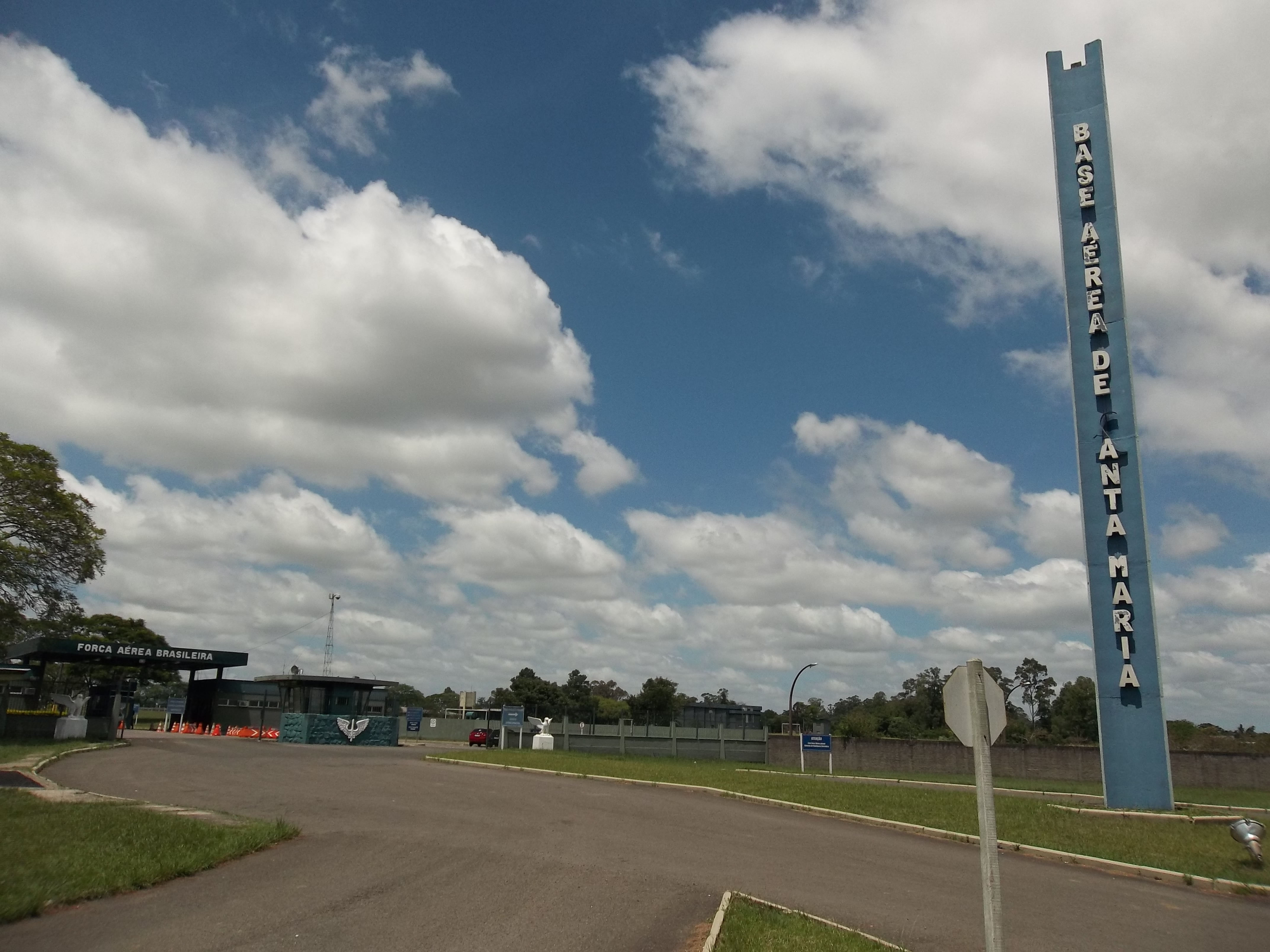
A Base Aérea de Santa Maria, situada na RSC-287, no bairro Camobi, na saída para o bairro Palma.

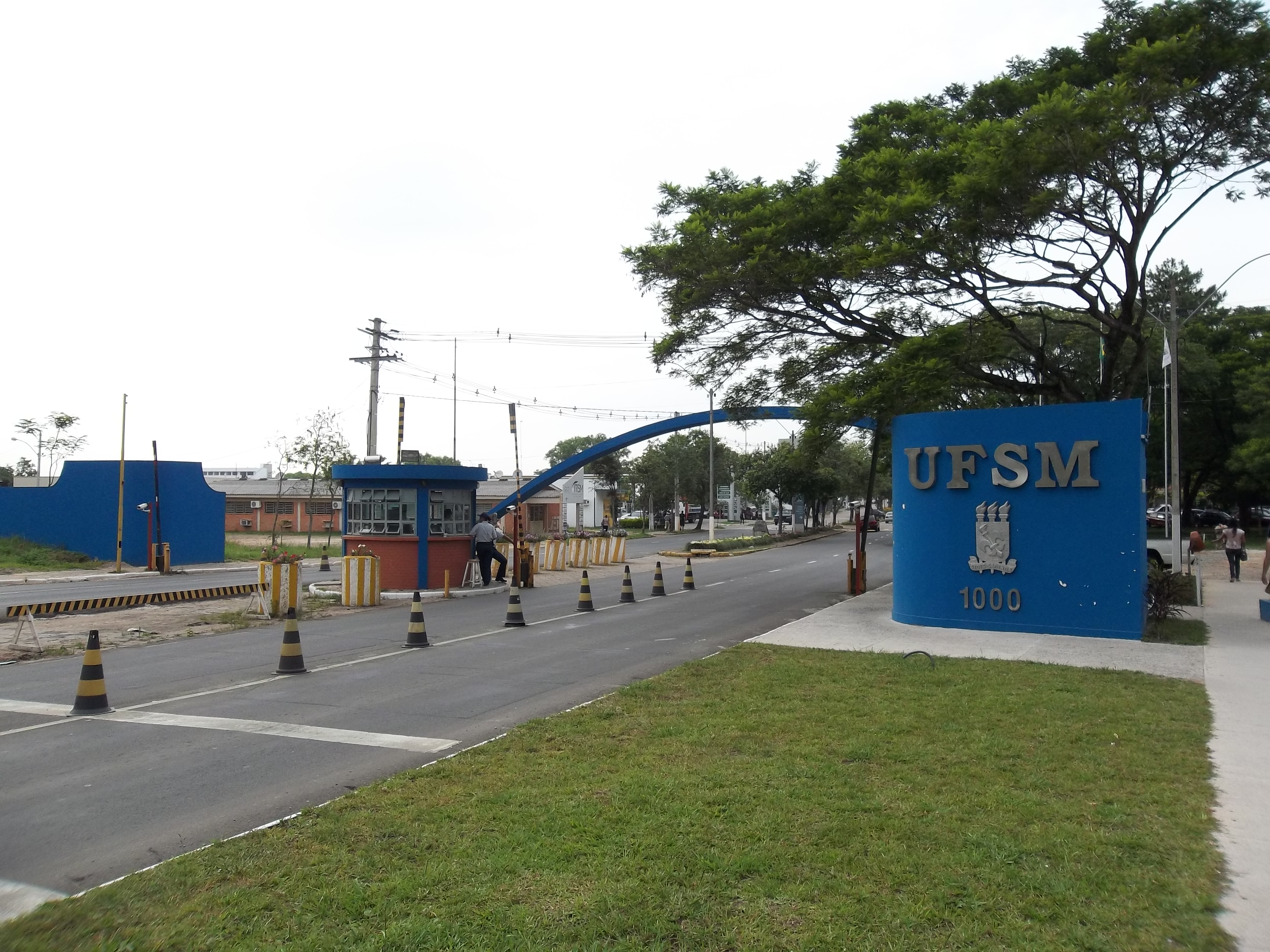
A Universidade Federal de Santa Maria é a principal razão do exponencial crescimento do bairro

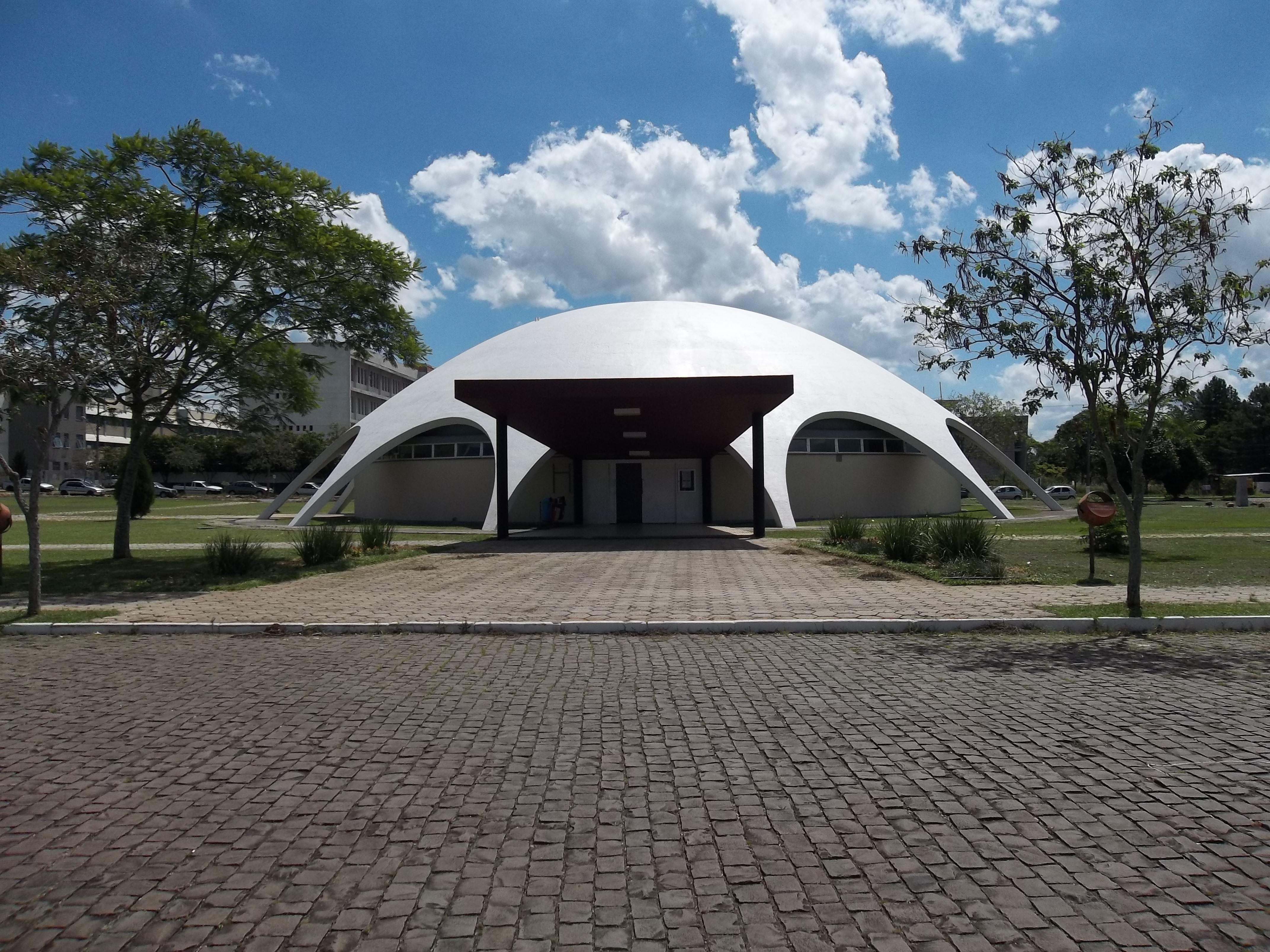
O Planetário da UFSM, um dos 29 planetários do Brasil

Camobi é um dos principais bairros de Santa Maria. Vem tendo seu impressionante crescimento devido à Universidade Federal de Santa Maria (UFSM) e a Base Aérea de Santa Maria (BASM), que estão instaladas no bairro.
A etimologia do nome do bairro explica que "Camobi" é uma palavra de origem guarani que significa "Seios de Moça", isto se deve à existência de dois morros de formas arredondadas na "subida de Camobi para Santa Maria" (possivelmente os morros Mariano da Rocha e Cerrito, que estão situados no bairro Cerrito).
O povoamento inicial foi feito por imigrantes poloneses que ali se instalaram dentro do plano de imigração do Governo Imperial. Entretanto estes imigrantes não se adaptaram ao local e foram substituídos por colonos italianos procedentes da colônia de Silveira Martins que se fixaram principalmente nas regiões de Arroio Grande e São Sebastião (Palma). Este local foi denominado pelos imigrantes italianos de Estação Colônia.
O incremento econômico e populacional da ocupação inicial do atual bairro Camobi, esta ligada à implantação da estação ferroviária, que passa a polarizar o desenvolvimento da antiga sede do distrito de Colônia.
A passagem do rural para o urbano inicia-se, a partir da instalação da ferrovia, embora ainda neste período a população fosse ainda basicamente rural e Camobi era então 3º distrito do município de Santa Maria, um dos mais prósperos. As atividades econômicas e a vida social giravam em torno da ferrovia, tendo como principal via rodoviária a Avenida João Machado Soares (antiga Carlos Gomes). Essa avenida que atualmente serve de via arterial mais voltada para o tráfego da localidade, foi por muito tempo a principal norteadora da ocupação do bairro, que hoje representa a parte antiga do mesmo, situada junto à estação ferroviária.
A estação ferroviária de Colônia foi inaugurada em 1885 pela E.F. Porto Alegre-Uruguaiana. Em 19 de julho de 1945, a Estação Colônia passou a se denominar Camobi. Os trens de passageiros deixaram de passar na linha e pela estação em 2 de fevereiro de 1996. Curiosamente, a estação ferroviária de Camobi situa-se no vizinho bairro Arroio Grande devido a ferrovia ser a divisa entre os dois bairros naquele ponto, e próximo a esta estação está localizado o Aeroporto de Santa Maria.
A primeira fase de ocupação da Vila Estação Colônia se deu onde havia um antigo povoado de imigrantes italianos que recebia o nome de Estação Colônia. Neste local foi instalada a estação ferroviária, em 1885, que passou a ser o local de atração para as pessoas e, principalmente, de concentração e distribuição de mercadorias. A instalação da Viação Férrea do Rio Grande do Sul (VFRGS), constituiu num avanço para o transporte de pessoas e cargas, gerando dinamismo. Neste período, a Estação Colônia, funcionava como um empório colonial, pois era ali que se concentrava a produção agrícola da região. Essa produção era escoada para Porto Alegre que, na época, já funcionava como pólo de atração. Apesar disso, este núcleo inicial não sofreu grandes transformações.
Em 1957 teve inicio o funcionamento de um bolicho de campanha do Sr. Antônio Lovato que vendia uma grande variedade de mercadorias. Mensalmente passavam pela localidade os caixeiros viajantes para recolher os pedidos de mercadorias, as quais eram entregues posteriormente carregadas por caminhões. A freguesia era diversificada, pequenos proprietários rurais, empregados da Viação Férrea, empregados do engenho de arroz Tonetto e funcionários da subprefeitura do então distrito do Camobi.
O surgimento de Camobi como bairro do distrito da Sede é recente - já constava em lei de 1982 - pois antes disso, o bairro, junto com outras localidades, formavam o distrito de Camobi. Como na época Camobi estava em processo de emancipação, especula-se que teria sido uma manobra política o fato de tirarem de Camobi o nível de distrito, passando-o a integrar a Sede - o que seria uma forma de dificultar sua emancipação.
O espaço urbano de Camobi que até bem pouco tempo era apenas um local rural do município, ou seja, o que antes era terras agrícolas, passa sofrer valorização, de tal forma que se inicia aos poucos um processo de abertura de ruas e divisão de terra em lotes, para posterior venda. O Plano Diretor de 1979 reconheceu o processo de gradual urbanização entre as duas localidades sugerindo a incorporação do perímetro urbano do distrito do Camobi ao distrito da Sede.
A expansão do atual bairro Camobi só veio ocorrer verdadeiramente na segunda metade do século XX, quando houve a instalação da rodovia ERS-509 e, principalmente da Universidade Federal de Santa Maria em 1960 e da Base Aérea de Santa Maria em 1970.
O núcleo inicial não sofreu grandes transformações com a expansão do bairro, principalmente devido ao fato de localizar-se na parte mais interna, afastado do fluxo constante da rodovia ERS-509, que passou a polarizar a expansão, especialmente no que diz
respeito ao comércio, indústrias e setor de prestação de serviços e áreas residenciais.
No início dos anos 80, teve início ao projeto do Loteamento Parque Residencial Alto da Colina - uma área de 283 lotes e que foi concluída em 1986. A unidade residencial possui nove ruas.
Em 2005, quando a prefeitura e a Câmara Municipal de Santa Maria estavam fazendo a nova divisão em bairros do distrito da Sede, a prefeitura tinha em seus planos criar os bairros Amaral, Fernando Ferrari (que já existia com o nome de Cohab Camobi - e muitos desconheciam este fato), e, Camobi. A população não aceitou a proposta e a prefeitura teve que retroceder, deixando todos em um bairro só, o bairro Camobi.
A Universidade Federal de Santa Maria, o maior símbolo do bairro, desde a anexação de Camobi ao distrito da Sede até 2006 não fazia, oficialmente, parte de Camobi, na verdade era uma área sem-bairro - talvez uma tentativa de evitar, no caso da emancipação de Camobi, que este levasse a universidade, embora vizinho e na entrada da instituição. Entre outras áreas sem-bairro que passaram a constituir o atual Camobi estão as unidades residenciais Parque Residencial Novo Horizonte, Loteamento Vila São José, e parte do Parque Residencial Santa Lúcia. Também houve subtrações do vizinho Pé de Plátano, e a extinção do bairro Cohab Camobi - que era constituido unicamente pela unidade residencial Núcleo Habitacional Fernando Ferrari.
Já com a sua área conurbada à cidade, o bairro tem sua expansão direcionada para as margens da RSC-287 a qual apresenta atualmente o maior número de terras não urbanizadas, e que ainda são aproveitados com funções rurais. A RSC-287 vem a corroborar com o desenvolvimento do bairro, ampliando e melhorando o fluxo de pessoas, veículos e atividades, que já na década de 1980 encontravam-se concentradas na ERS-509, conhecida como Faixa Velha de Camobi.
Hoje, à exceção do Centro, Camobi é o único bairro que tem infraestrutura completa, com prestação de serviços em saúde, educação, alimentação, bancos, imóveis, entre outros. O comércio do bairro está em expansão. Há centros comerciais, lojas de roupas, calçados, acessórios, eletrônicos, informática, telefonia, bancas de revistas, presentes, floriculturas, ferragens, e material de construção. Para muitos é um bairro autossuficiente. Além de grandes lojas, as ruas do bairro são repletas de negócios familiares.

## Limites
Limita-se com os bairros: Arroio Grande, Diácono João Luiz Pozzobon, Pains, Palma, Pé-de-Plátano e São José.
Descrição dos limites do bairro: A delimitação inicia na confluência de uma sanga, que nasce a leste da Rua José Paulo Teixeira na unidade residencial Amaral, com o Rio Vacacaí-Mirim, segue-se a partir daí pela seguinte delimitação: leito do Rio Vacacaí-Mirim, no sentido a jusante; eixo da Estrada Municipal Norberto José Kipper no sentido sul; eixo da linha férrea Santa Maria – Porto Alegre, no sentido leste, contornando para o Sul; leito da Sanga Lagoão do Ouro, no sentido a montante; eixo da Estrada Municipal Pedro Fernandes da Silveira, no sentido sudoeste; eixo da estrada para o Distrito de Arroio do Só, no sentido noroeste; linha de divisa noroeste do Colégio Agrícola da UFSM, no sentido noroeste, passando por uma sanga afluente do Arroio das Tropas no sentido a jusante; leito do Arroio das Tropas, no sentido a montante; Rodovia RST-287, no sentido leste; divisa oeste dos Loteamentos Santa Lucia II e Amaral, no sentido norte; eixo da Rua Antonio Gonçalves do Amaral, no sentido leste; fundo dos lotes que confrontam ao leste com a Rua Anselmo Machado Soares, no sentido norte; eixo da Avenida Prefeito Evandro Behr, no sentido sudeste; eixo de corredor sem denominação, que dista aproximadamente 260 metros ao noroeste do cruzamento da Avenida João Machado Soares com a Avenida Prefeito Evandro Behr, no sentido nordeste; eixo da Avenida Oito de Junho, no sentido leste; leito de uma sanga afluente do Rio Vacacaí-Mirim, que nasce a leste da Rua José Paulo Teixeira, na unidade residencial Amaral, no sentido a jusante, até a sua foz, início dessa demarcação.

## Unidades residenciais
O bairro Camobi, pertencente ao distrito da Sede, é uma unidade de vizinhança que contém as seguintes unidades residenciais:
| #  | Unidade residencial                   | Localização                       | Limites | Obs.        |
| -- | ------------------------------------- | --------------------------------- | --- | ----------- |
| 1  | Base Aérea de Santa Maria             | 29° 42' 35.47" S 53° 41' 39.18" O | A unidade residencial pública militar que limita ao norte com a Rua Rubem Martin Berta, Av. Brig. Manoel Lampert e Vila Santa Helena, com acesso pela Rodovia RST-287; ao leste, com a Linha Férrea Santa Maria – Porto Alegre; ao sul, com a Sanga Lagoão do Ouro e ao oeste, com a Estrada Municipal Pedro Fernandes da Silveira, Rua Cinco de Março. | [ Obs. 1 ]  |
| 2  | Camobi                                |                                   | Toda a área do perímetro do bairro Camobi sem denominação específica. |             |
| 3  | Condomínio Residencial Novo Horizonte | 29° 41' 57.39" S 53° 43' 38.65" O | A unidade residencial urbana que limita ao norte com a Avenida João Machado Soares, boca da Rua Equador, da Vila do Canto. |             |
| 4  | Condomínio Vila Verde                 | 29° 42' 10.22" S 53° 43' 49.85" O | A unidade residencial urbana que confronta ao nordeste com a Avenida Prefeito Evandro Behr; a leste, com uma gleba de terras que limita com Vila Santos Dumont; ao sul, com uma faixa de terras que entesta para a Rodovia RST- 287 e a oeste com os Parques Residenciais Amaral e Santa Lúcia. | [ Obs. 2 ]  |
| 5  | Estação Colônia                       | 29° 42' 24.11" S 53° 42' 36.86" O | A unidade residencial urbana que confronta ao norte com o fundo dos lotes que entestam ao sul com a Rua Vila-Lobos e a Avenida Prefeito Evandro Behr; a leste, com o fundo dos lotes que confrontam a oeste com a Rua Manoel Machado; ao sul, com a Base Aérea e Vila Santa Helena e, ao oeste, com a Rua Cinco de Março. |             |
| 6  | Loteamento Behr                       | 29° 42' 31.20" S 53° 43' 20.88" O | A unidade residencial urbana que confronta: ao norte com as Vilas Santos Dumont, Teresa e Assunção; a leste, com a Rua 5 de Março; ao sul, com a Cidade Universitária; propriedades que entestam ao norte com a Avenida Rodolfo Behr e o Núcleo Habitacional Fernando Ferrari, e, ao oeste com a Rua 5 deste Loteamento. | [ Obs. 3 ]  |
| 7  | Loteamento Carlos Gomes               | 29° 41' 52.71" S 53° 42' 48.60" O | A unidade residencial urbana localizada entre a linha férrea Santa Maria/Porto Alegre, ao norte e a Avenida João Machado Soares, ao sul, cujos lotes confrontam para a Rua Ernesto Lopes. | [ Obs. 4 ]  |
| 8  | Loteamento Grazziotin                 | 29° 42' 01.10" S 53° 43' 31.14" O | A unidade residencial urbana cujos lotes confrontam para a Rua Grazziotin, ligando com a Avenida Prefeito Evandro Behr. | [ Obs. 5 ]  |
| 9  | Loteamento Irmão Leão                 | 29° 41' 47.62" S 53° 43' 22.62" O | A unidade residencial urbana que limita ao norte com o fundo dos lotes que confrontam ao norte com a Rua Oito de Junho da Vila Jardim; a leste, com a Rua Angelin Bortoluzzi; ao sul, com a Avenida João Machado Soares e ao oeste com o fundo dos lotes que confrontam a leste com a Rua Angelin Bortoluzzi. |             |
| 10 | Loteamento Martins da Silva           | 29° 42' 11.58" S 53° 42' 19.88" O | A unidade residencial urbana que confronta ao norte com a Rua Pedro Américo; a leste, com os lotes que confrontam a oeste, com a Rua Antônio Belinaso; ao sul, com a Avenida Prefeito Evandro Behr e trevo de acesso à RST-287 e Base Aérea e, a oeste, com o fundo dos lotes que confrontam a leste com a Rua Fioravante Pasqualini. | [ Obs. 6 ]  |
| 11 | Loteamento Monfardini                 | 29° 41' 46.18" S 53° 43' 46.36" O | A unidade residencial urbana cujos lotes confrontam com a Rua Angelo Monfardini e com acesso pela Avenida João Machado Soares, a leste da Avenida Prefeito Evandro Behr. |             |
| 12 | Loteamento São José                   | 29° 42' 47.03" S 53° 44' 40.05" O | A unidade residencial não possui limites pré-definidos. |             |
| 13 | Núcleo Habitacional Fernando Ferrari  | 29° 42' 38.69" S 53° 43' 41.66" O | A unidade residencial urbana que confronta ao norte com a Avenida Rodolfo Behr e dista 850 metros a oeste da Avenida Roraima. | [ Obs. 7 ]  |
| 14 | Parque Residencial Alto da Colina     | 29° 41' 56.77" S 53° 44' 13.44" O | A unidade residencial urbana que confronta ao norte com a Rua Antônio Gonçalves do Amaral; a leste, com o Parque Residencial Amaral; ao sul, com o fundo dos lotes que confrontam ao norte com a Rua "Nove"; ao oeste, com o fundo dos lotes que confrontam a leste com a Rua "Oito". | [ Obs. 8 ]  |
| 15 | Parque Residencial Amaral             | 29° 42' 03.85" S 53° 43' 59.73" O | A unidade residencial urbana que confronta ao norte com o cruzamento da Rua Antônio Gonçalves do Amaral e a Avenida Prefeito Evandro Behr; a leste e ao sul com o Condomínio Vila Verde e a oeste com os Parquess Alto da Colina e Residencial Santa Lúcia. | [ Obs. 9 ]  |
| 16 | Parque Residencial Camobi             | 29° 42' 06.53" S 53° 42' 37.65" O | A unidade residencial urbana que confronta ao norte com a Avenida João Machado Sores; a leste, com a Rua José Denardin; ao sul, com a Avenida Prefeito Evandro Behr e ao oeste com a Rua Valentim Farias de Lima |             |
| 17 | Parque Residencial Fiori D'Itália     | 29° 42' 01.25" S 53° 43' 26.90" O | A unidade residencial urbana que confronta ao norte com a Avenida João Machado Soares; a leste, com o fundo dos lotes que confrontam a oeste com a Rua Professor Roberto Ritter; ao sul, com a Avenida Prefeito Evandro Behr e a oeste, com o fundo dos lotes que confrontam a leste com a Rua Antônio Figuera. |             |
| 18 | Parque Residencial Monte Carlo        | 29° 42' 00.97" S 53° 43' 03.60" O | A unidade residencial urbana que confronta para a Avenida João Machado Soares, ao norte; Avenida Prefeito Evandro Behr, ao sul e localiza-se entre as Ruas Arsênio Machado Soares e Cristalino Machado Soares. |             |
| 19 | Parque Residencial Novo Horizonte     | 29° 42' 33.00" S 53° 44' 18.46" O | A unidade residencial urbana que confronta ao norte com a RST-287; ao sudoeste, com a Estrada Geral Silvio Schirmer e, ao sul, com a área da UFSM. |             |
| 20 | Parque Residencial Santa Lúcia        | 29° 42' 10.61" S 53° 44' 15.06" O | A unidade residencial urbana que confronta ao norte com o Parque Alto da Colina; a leste, com o Parque Residencial Amaral e o Condomínio Vila Verde; ao sul, com a Rodovia RST-287 e a oeste, com o fundo dos lotes que confrontam a leste com o prolongamento da Rua Oito do Parque Alto da Colina. | [ Obs. 10 ] |
| 21 | Parque Residencial Universitário      | 29° 41' 59.47" S 53° 43' 13.65" O | A unidade residencial urbana que confronta ao norte com a Avenida João Machado Soares; a leste, com a Rua Arsênio Machado Soares; ao sul, com o fundo dos lotes que confrontam: ao norte, com a Rua Martins Penna; ao oeste e leste, respectivamente, com a Rua Santa Lúcia e a Avenida Prefeito Evandro Behr; ao oeste, com o fundo dos lotes que distam aproximadamente 20 metros a leste da Rua Angelin Bortoluzzi.                                      |             |
| 22 | Petit Vilage                          | 29° 41' 55.20" S 53° 43' 44.87" O | A unidade residencial urbana que limita ao norte com a Avenida João Machado Soares; ao sul, com a Avenida Prefeito Evandro Behr e cujos lotes confrontam com estas Vias e com as Ruas Wanda de Aguiar Horta e Romeu Beltrão. |             |
| 23 | Universidade Federal de Santa Maria   | 29° 43' 09.16" S 53° 42' 54.11" O | A unidade residencial que limita ao norte com o áreas residenciais, ao sudeste com a Estrada Municipal Pedro Fernandes da Silveira e ao sudoeste com a estrada municipal Silvio Schirmer. |             |
| 24 | Vila Almeida                          | 29° 41' 51.36" S 53° 44' 12.89" O | A unidade residencial urbana com a seguinte delimitação: eixo da Rua Prefeito Evandro Behr, no sentido sudeste; eixo da Rua Antônio Gonçalves do Amaral, no sentido oeste; fundos dos lotes que confrontam ao leste com a Rua Anselmo Machado Soares. |             |
| 25 | Vila Assunção                         | 29° 42' 26.60" S 53° 42' 59.59" O | A unidade residencial urbana que limita ao norte com a Avenida Prefeito Evandro Behr; a leste, com a Rua Cinco de Março; ao sul, com o Loteamento Behr; ao oeste, com a Rua Vicente do Prado Lima. | [ Obs. 11 ] |
| 26 | Vila do Canto                         | 29° 42' 13.26" S 53° 41' 58.11" O | A unidade residencial urbana que confronta a noroeste com a Avenida Prefeito Evandro Behr; a leste e sul com a Base Aérea; a oeste com uma linha que corta as Ruas do Operário e Cidade do Ouro Preto, cuja linha dista 120 metros do eixo da Rua Santo Hilário; ainda ao norte, com o fundo dos lotes que confrontam ao sul com a Rua Cidade de Ouro Preto e voltando a divisa oeste com o fundo dos lotes que confrontam a leste com a Rua Santo Hilário. |             |
| 27 | Vila Jardim                           | 29° 41' 47.59" S 53° 43' 22.49" O | A unidade residencial urbana cujos lotes confrontam com a Avenida Oito de Junho, iniciando 60 metros ao oeste da Rua Equador até a Rua Progresso. |             |
| 28 | Vila Progresso                        | 29° 41' 51.97" S 53° 42' 52.18" O | A unidade residencial urbana cujos lotes confrontam para a Rua Progresso. |             |
| 29 | Vila Santa Helena                     | 29° 42' 24.19" S 53° 42' 31.70" O | A unidade residencial urbana que confronta ao norte com o fundo dos lotes que entestam ao sul com a Rua Joana R. Machado; a leste, com o fundo dos lotes que confrontam a oeste com a Rua Manoel Machado; ao sul, com a Base Aérea e a oeste com a Rua Álvaro Hoppe |             |
| 30 | Vila Santos Dumont                    | 29° 42' 16.51" S 53° 43' 26.45" O | A unidade residencial urbana que confronta ao norte com a Avenida Prefeito Evandro Behr; a leste, com o fundo dos lotes que confrontam a oeste com a Rua Dezessete de Maio; ao sul, com o fundo dos lotes que confrontam ao norte com a Rua Olmiro Câmara da Silva; a oeste, com o fundo dos lotes que confrontam a leste com a Rua Frederico Varaschini.                                                                                                   | [ Obs. 12 ] |
| 31 | Vila Soares do Canto                  | 29° 41' 46.54" S 53° 43' 35.16" O | A unidade residencial não tem limites pré-definidos. |             |
| 32 | Vila Tereza                           | 29° 42' 17.62" S 53° 43' 12.54" O | A unidade residencial urbana que limita ao norte com as propriedades que confrontam com a Avenida Prefeito Evandro Behr; a leste, com o fundo dos lotes que confrontam a oeste com a Rua Vicente do Prado Lima; ao sul, com o fundo dos lotes que confrontam ao norte com a Rua Elpídio Menezes e a oeste, com o fundo dos lotes que confrontam a leste com a Rua Silvino Jacob Zimermann.                                                                  |             |
| 33 | Vila Tonetto                          | 29° 42' 16.68" S 53° 41' 58.97" O | A unidade residencial urbana que confronta a noroeste com a Avenida Prefeito Evandro Behr; a leste e sul com a Base Aérea; a oeste com uma linha que corta as Ruas do Operário e Cidade do Ouro Preto, cuja linha dista 120 metros do eixo da Rua Santo Hilário; ainda ao norte, com o fundo dos lotes que confrontam ao sul com a Rua Cidade de Ouro Preto e voltando a divisa oeste com o fundo dos lotes que confrontam a leste com a Rua Santo Hilário. |             |
| 34 | Vila Vitório Rossato                  | 29° 41' 48.76" S 53° 43' 30.54" O | A unidade residencial urbana que limita ao norte com o fundo dos lotes que confrontam ao norte com a Avenida Oito de Junho da Vila Jardim; a leste, com o fundo dos lotes que confrontam a oeste com a Rua Lima; ao sul, com a Avenida João Machado Soares e ao oeste com o fundo dos lotes que confrontam a leste com a Rua Lima. |             |

1. ↑  Junto à Base Aérea de Santa Maria funciona o Aeroporto de Santa Maria.
2. ↑  São duas as ruas do Condomínio Vila Verde, sendo que seu acesso restrito à moradores e convidados.
3. ↑  A maior parte dos lotes ficam na Avenida Rodolfo Behr, o principal acesso a esta unidade residencial.
4. ↑  O acesso se dá pela Avenida João Machado Soares.
5. ↑  O Loteamento Grazziotin é composto apenas pela Rua Professor Grazziotin. Cujo acesso se dá pela avenida Evandro Behr.
6. ↑  O acesso principal se dá pelo Trevo do Aeroporto.
7. ↑  Popularmente conhecido como Cohab Fernando Ferrari, era um bairro a parte com o nome de Cohab Camobi, e em 2006 passou a fazer parte de Camobi.
8. ↑  O nome das ruas do Parque Residencial Alto da Colina possuem nome oficiais de números, como as ruas Dois, Quatro e Cinco; ou seja, quando se fala em Rua Quatro em Santa Maria, sem especificar o loteamento, refere-se ao Alto da Colina porque segundo leis municipais não pode haver nome de ruas duplicados no município.
9. ↑  No Parque Residencial Amaral está localizado o Santuário Diocesano do Espírito Santo, instituído em 2000 por Dom José Ivo Lorscheiter.
10. ↑  As ruas do Parque Residencial Santa Lúcia tem nome de pedras preciosas: Cristal, Turquesa, Diamante, Esmeralda, Pérola, Rubi, Topázio, Ametista, Safira, além da Rua Ircyde Santa Lúcia.
11. ↑  A Vila Assunção é cortada pela Avenida Roraima.
12. ↑  A Vila Santos Dumont é cortada pela "Faixa Nova".

## Demografia

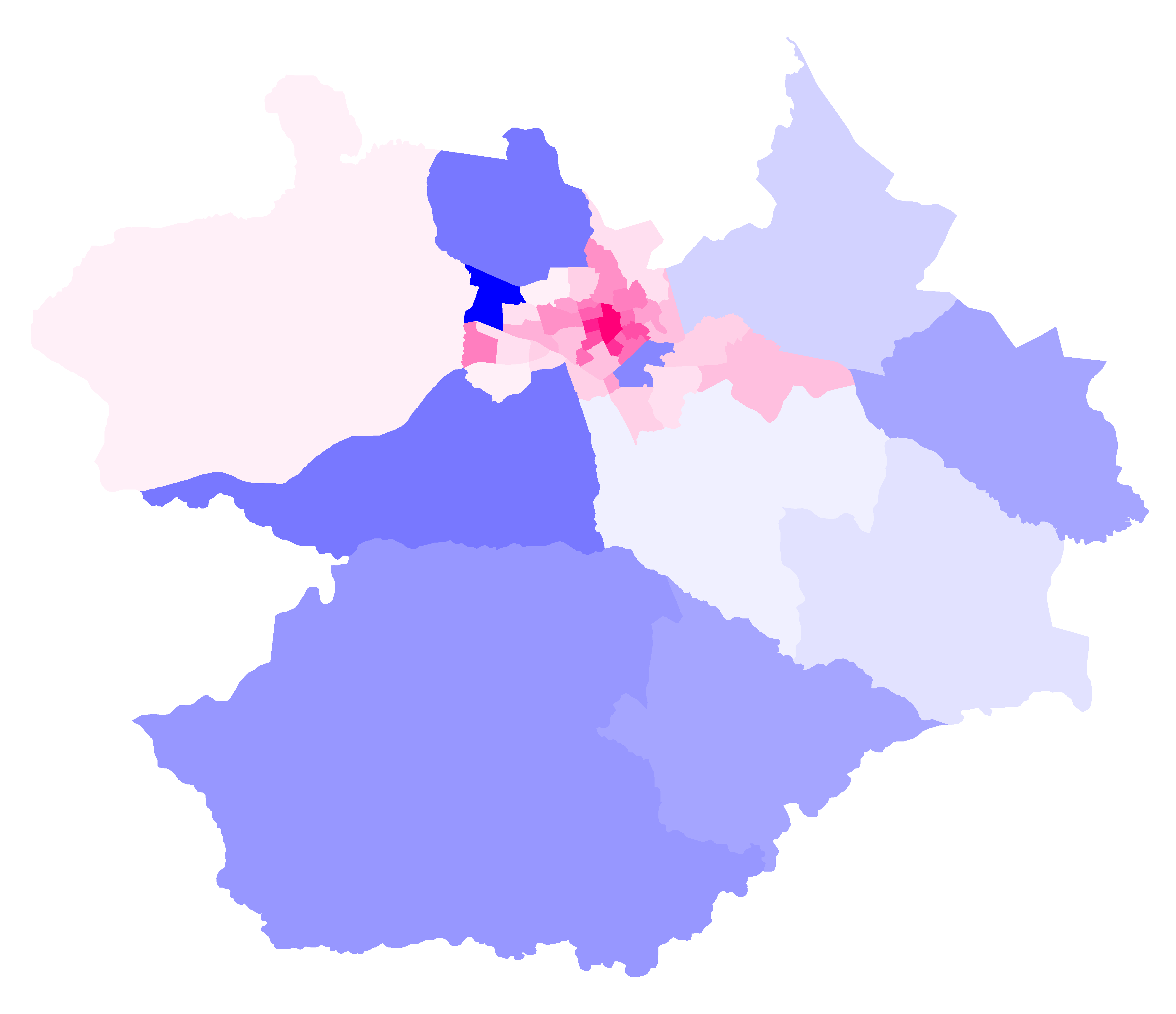
Mapa do município de Santa Maria com as divisões em bairros. Em escalas de azul os bairros com predominância masculina e em escalas de rosa os bairros com predominância feminina. Observa-se que quanto melhor a infraestrutura e o acesso a ela mais convidativo o bairro é para a população feminina. E, reciprocamente, podemos reconhecer os bairros com melhor infraestrutura observando onde a população feminina está concentrada.

Segundo o censo demográfico de 2010, Camobi é, dentre os 50 bairros oficiais de Santa Maria:
- Um dos 41 bairros do distrito da Sede.
- O 1º bairro mais populoso.
- O 10º bairro em extensão territorial.
- O 32º bairro mais povoado (população/área).
- O 32º bairro em percentual de população na terceira idade (com 60 anos ou mais).
- O 6º bairro em percentual de população na idade adulta (entre 18 e 59 anos).
- O 34º bairro em percentual de população na menoridade (com menos de 18 anos).
- Um dos 39 bairros com predominância de população feminina.
- Um dos 20 bairros que registraram moradores com 100 anos ou mais, com um total de 1 habitante masculino.

Distribuição populacional do bairro
1. Total: 21822 (100%)
  1. Urbana: 21822 (100%)
  2. Rural: 0 (0%)
2. Homens: 10523 (48,22%)
  1. Urbana: 10523 (100%)
  2. Rural: 0 (0%)
3. Mulheres: 11299 (51,78%)
  1. Urbana: 11299 (100%)
  2. Rural: 0 (0%)

## Infraestrutura
Acesso
Os principais acessos ao bairro são pela RSC-287, BR-287, ERS-509 (Avenida Prefeito Evandro Behr) e RS-511 (Estrada Norberto José Kipper).
Comércio
O bairro tem um comércio muito diversificado, como supermercados, padarias, lojas, bancos, entre outros. Camobi é uma espécie de centro de comércio para bairros vizinhos, e até para municípios vizinhos.
Comunicação
Destaca-se no bairro o Jornal Camobi, como o principal meio de comunicação local. O Jornal é de distribuição gratuita.
Educação
Camobi abriga a Universidade Federal de Santa Maria e dentro dela além dos cursos de graduação, também há cursos técnicos e ensino médio, e; O bairro abriga escolas públicas e particulares, nos mais variados níveis (infantil, fundamental e médio), sendo elas:
- Colégio Estadual Profª Edna May Cardoso: Localizada no Núcleo Habitacional Fernando Ferrari, com ensino fundamental e ensino médio.
- Escola Estadual de Educação Básica Profª. Margarida Lopes: A maior escola do Camobi, com ensino fundamental e ensino médio.
- Colégio Riachuelo: Localizado na unidade residencial Parque Residencial Camobi, tem ensino infantil e ensino fundamental. É um colégio particular.
- Colégio Politécnico da UFSM: Localizado dentro da Universidade Federal de Santa Maria, oferece cursos técnicos e ensino médio. O colégio conseguiu a maior média no Exame Nacional de Ensino Médio (Enem) de 2019 dentre todas as escolas públicas e privadas do Rio Grande do Sul.[20]
- Colégio Técnico Industrial de Santa Maria (CTISM): Localizado dentro da Universidade Federal de Santa Maria, oferece cursos técnicos e ensino médio integrado aos cursos de Eletrotécnica, Mecânica e Informática, também considerado um dos melhores colégios de Santa Maria
- No ensino fundamental tem-se:
  - Escola Municipal de Ensino Fundamental Júlio do Canto: localizada na Vila Soares do Canto.
  - Escola Municipal de Ensino Fundamental Renato Nocchi Zimmermann: localizada na Vila Jardim.
  - Escola Municipal de Ensino Fundamental Padre Gabriel Bolzan: localizada na Vila Tonetto.
  - Escola Municipal de Ensino Fundamental Lívia Menna Barreto: localizada na Vila Santos Dumont.
  - Escola Municipal de Ensino Fundamental Vicente Farencena: localizada na Vila Tereza.
  - Escola Municipal de Ensino Fundamental Antonio Gonçalves do Amaral: localizada na Parque Residencial Santa Lúcia.
  - Escola Municipal de Ensino Fundamental Santa Helena: localizada na Vila Santa Helena.

Espaços públicos
No bairro estão situadas a praças Vergílio Zampieri, Alduíno Dalla Corte, Estação Colônia e Dom Bosco.
Estação Rodoviária de Santa Maria
Ainda em relação ao transporte, o bairro é contemplado com um posto da Estação Rodoviária de Santa Maria, que surge para atender a população local, onde se pode embarcar para o bairro Palma - que não é atendido por linhas urbanas -, e principalmente para outros municípios, como os da região da Quarta Colônia de Imigração Italiana, e até mesmo a capital - Porto Alegre.
Saneamento básico
O bairro é atendido pela Corsan, sendo a barragem localizada no Rio Vacacaí-Mirim (barragem do DNOS). Na atualidade um dos maiores problemas do Camobi é a falta de tratamento de seu esgoto.
Saúde
O bairro conta com dois postos de saúde: Unidade de Saúde Wilson Paulo Noal (na unidade residencial Parque Residencial Monte Carlo) e Unidade de Saúde Walter Aita (na unidade residencial Núcleo Habitacional Fernado Ferrari). Além dos hospitais da Base Aérea de Santa Maria e da Universidade Federal de Santa Maria.
Transporte
O bairro tem várias linhas de ônibus para outros bairros e 1 que circula no bairro. Entre as que são Centro - Camobi - Centro se tem as linhas: Camobi, Carlos Gomes, Cohab Fernando Ferrari, Universidade Faixa Velha, Universidade Faixa Nova, Bombeiros Faixa Nova e Bombeiros Faixa Velha, sendo que Universidade e Bombeiros é para atender principalmente a UFSM. Como linha interna ao bairro se tem a Circular Camobi que sai da universidade, dá algumas voltas pelo bairro e retorna a UFSM.
Turismo
Em Camobi, destacam-se no segmento turístico o Planetário da UFSM, a Universidade Federal de Santa Maria e a Base Aérea de Santa Maria.

## Fotos do bairro

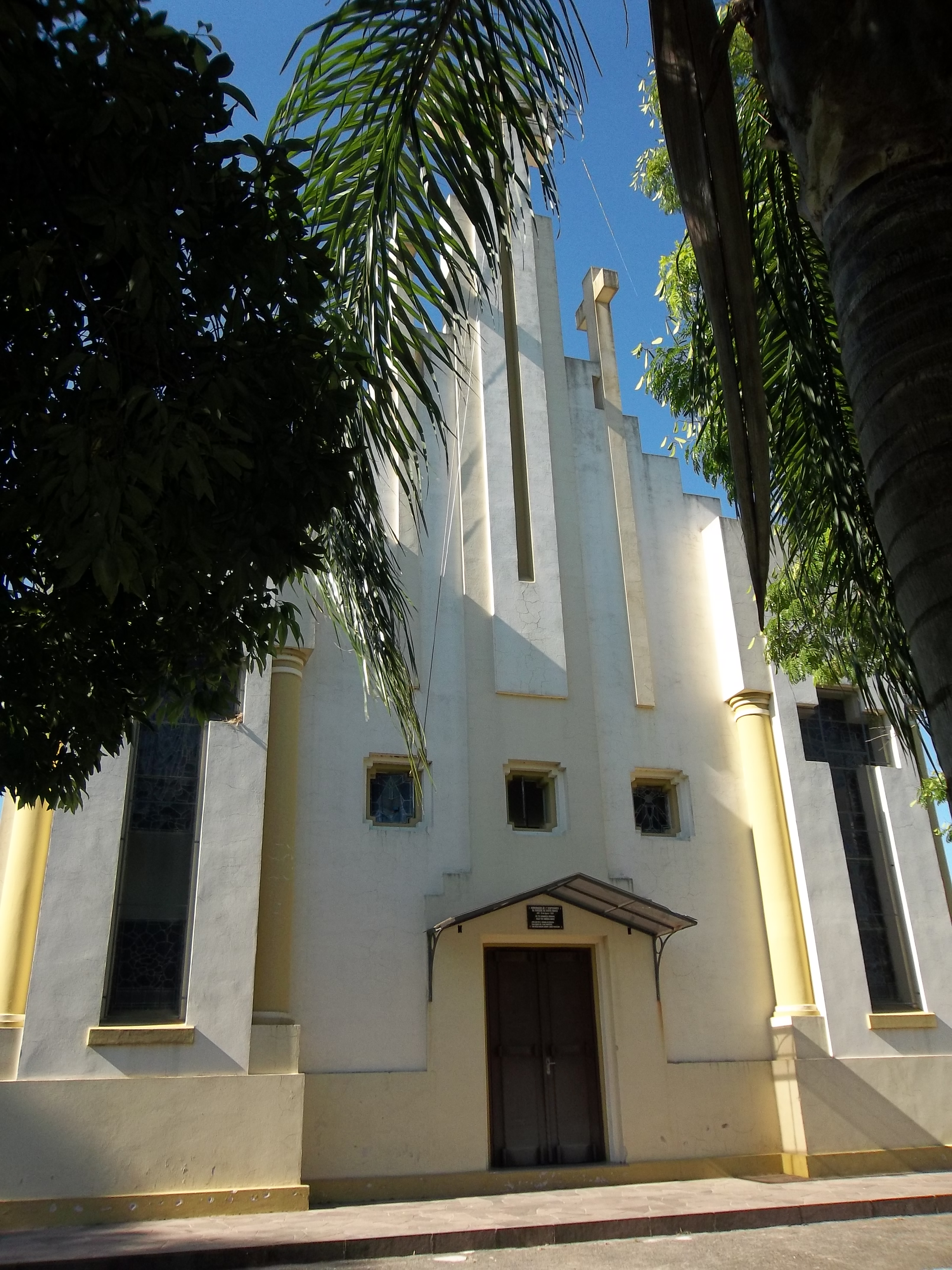
Igreja Nossa Senhora da Glória. Paróquia de Camobi
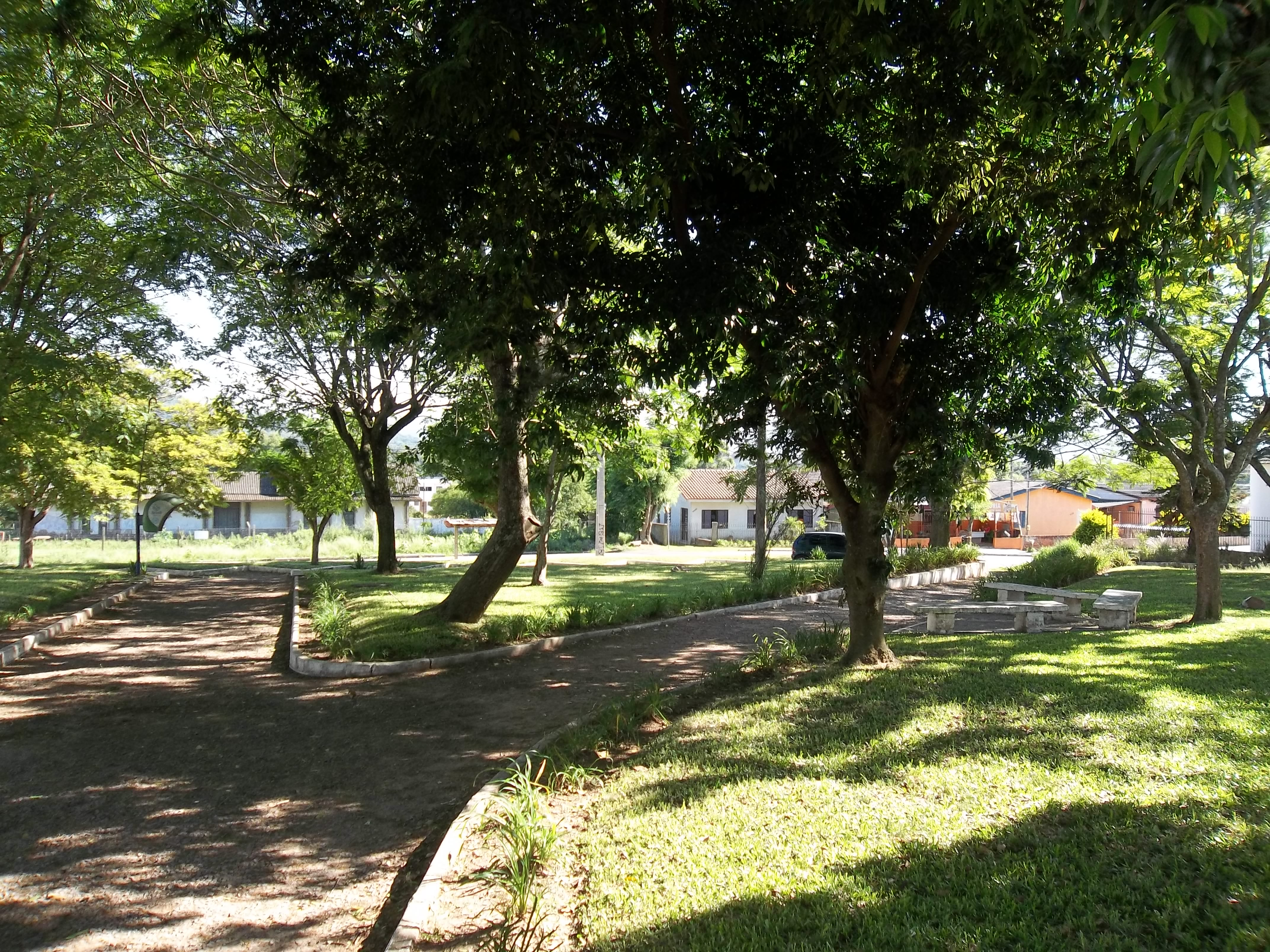
Praça da Paróquia Igreja Nossa Senhora da Glória. Uma espécie de "Centro de Camobi" nos tempos anteriores a construção da UFSM
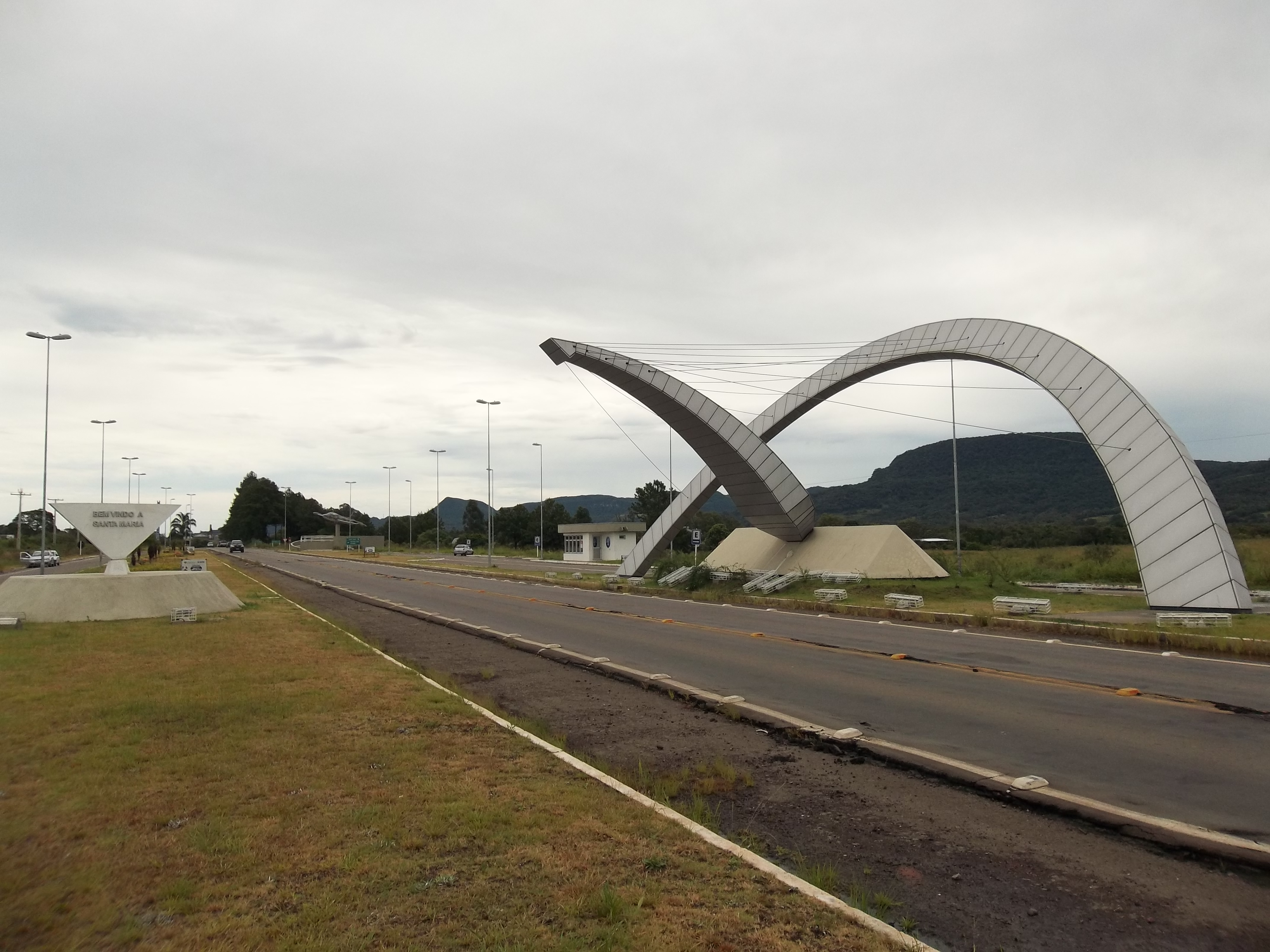
Pórtico da Base Aérea de Santa Maria, na RSC-287
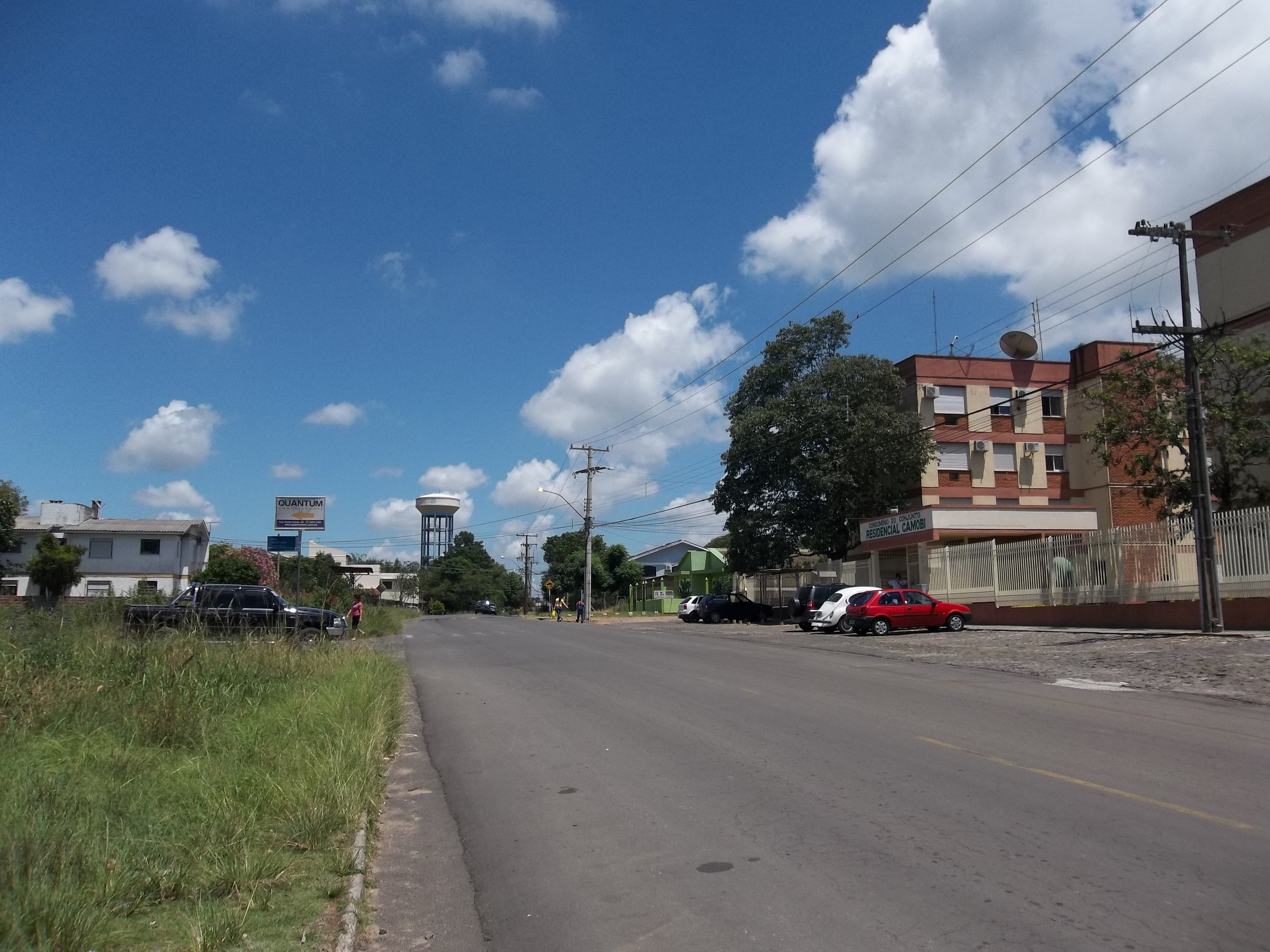
Avenida João Machado Soares, antiga Avenida Carlos Gomes, uma das principais avenidas do bairro e do município de Santa Maria
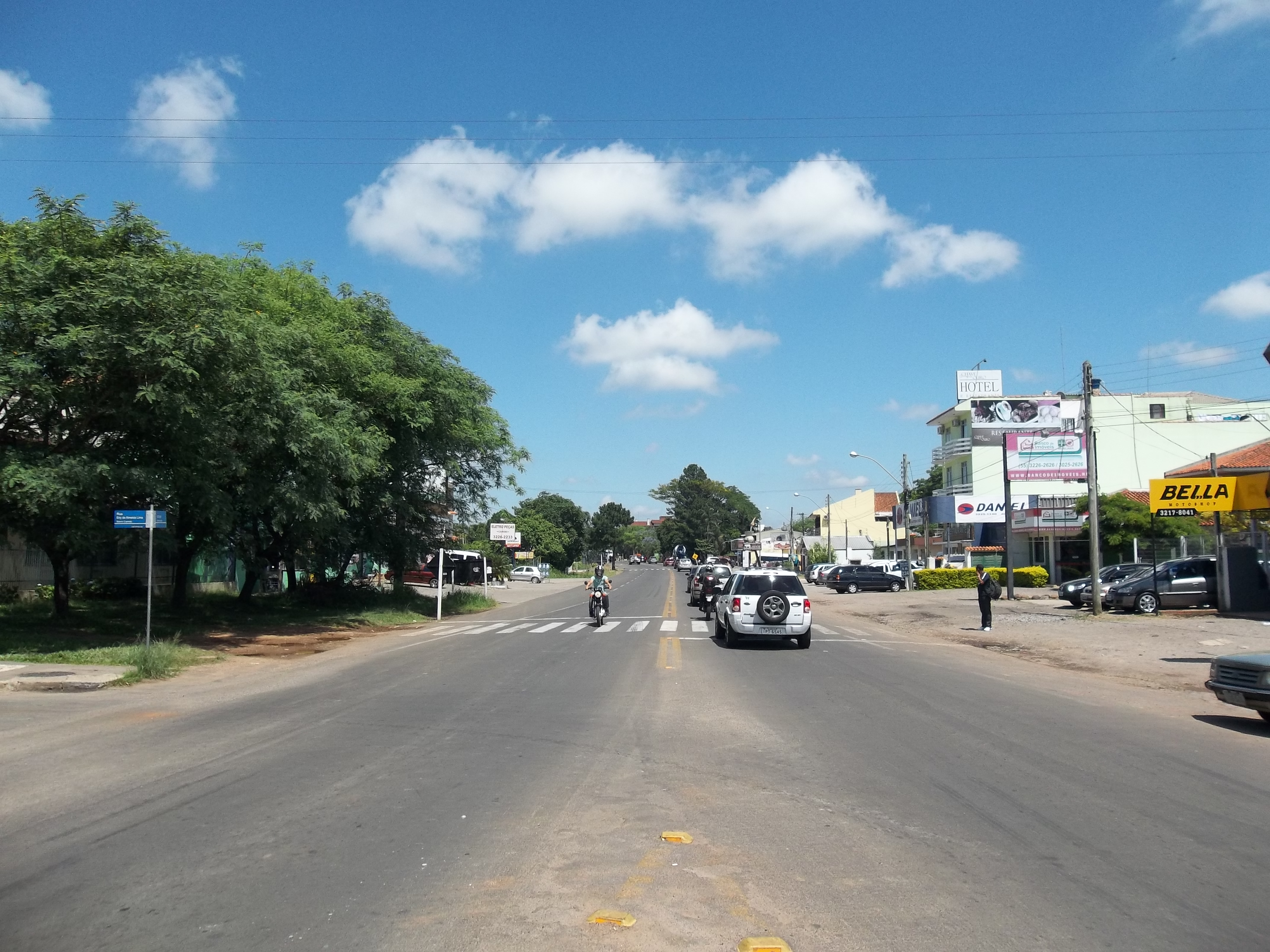
A Faixa Nova de Camobi (antes RSC-287, hoje BR-287) liga os bairros Camobi, Diácono João Luiz Pozzobon, São José e Cerrito ao Centro de Santa Maria ao oeste e a Rodovia RSC-287 ao leste
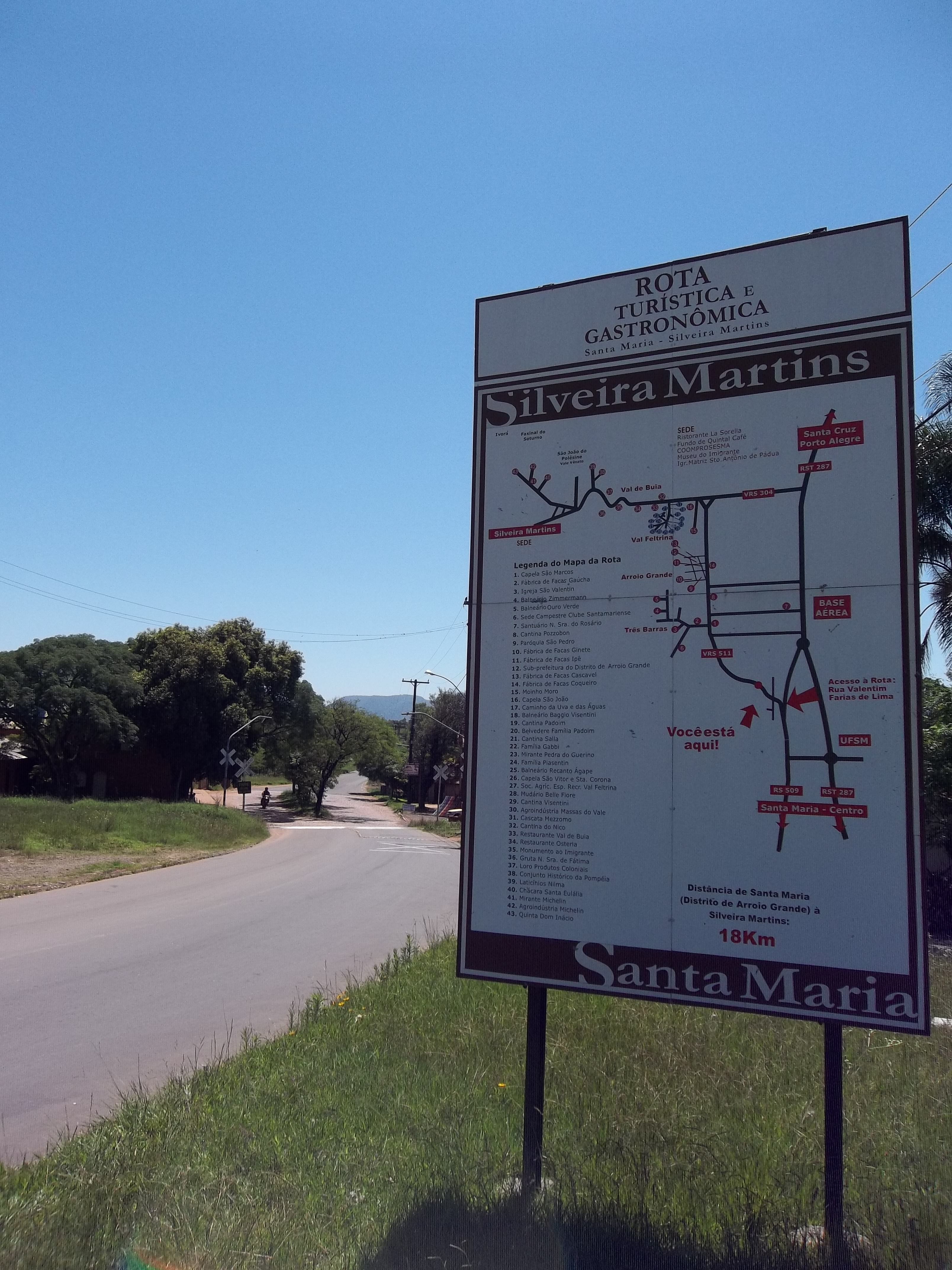
Placa de acesso à rota turística e gastronômica Santa Maria - Silveira Martins, situada à esquina da Avenida João Machado Soares com a Estrada Municipal Norberto José Kipper.

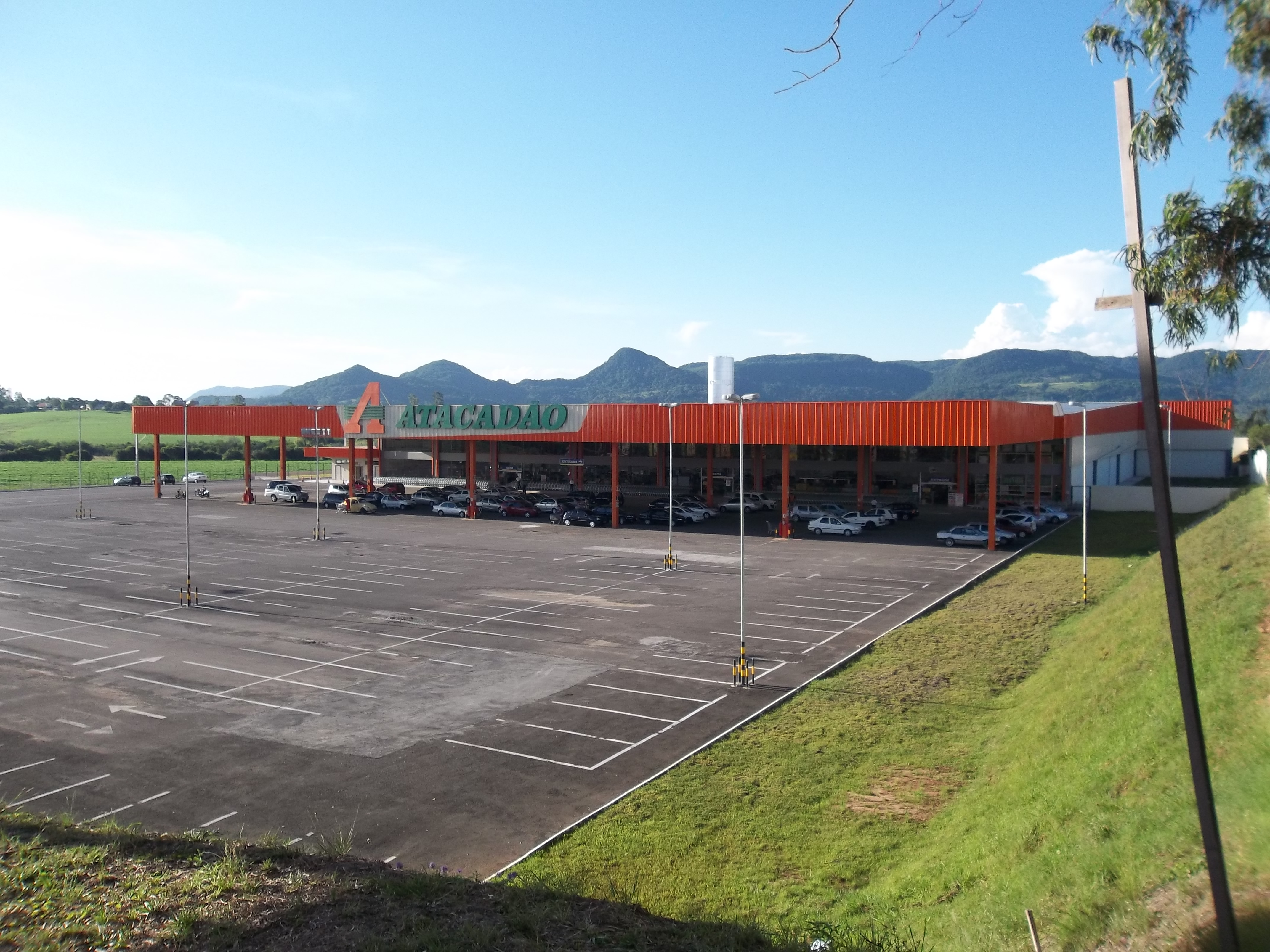
Supermercado Atacadão situado sobre a linha imaginária que divide Camobi com São José. 90% da área do Atacadão situa-se no Camobi.
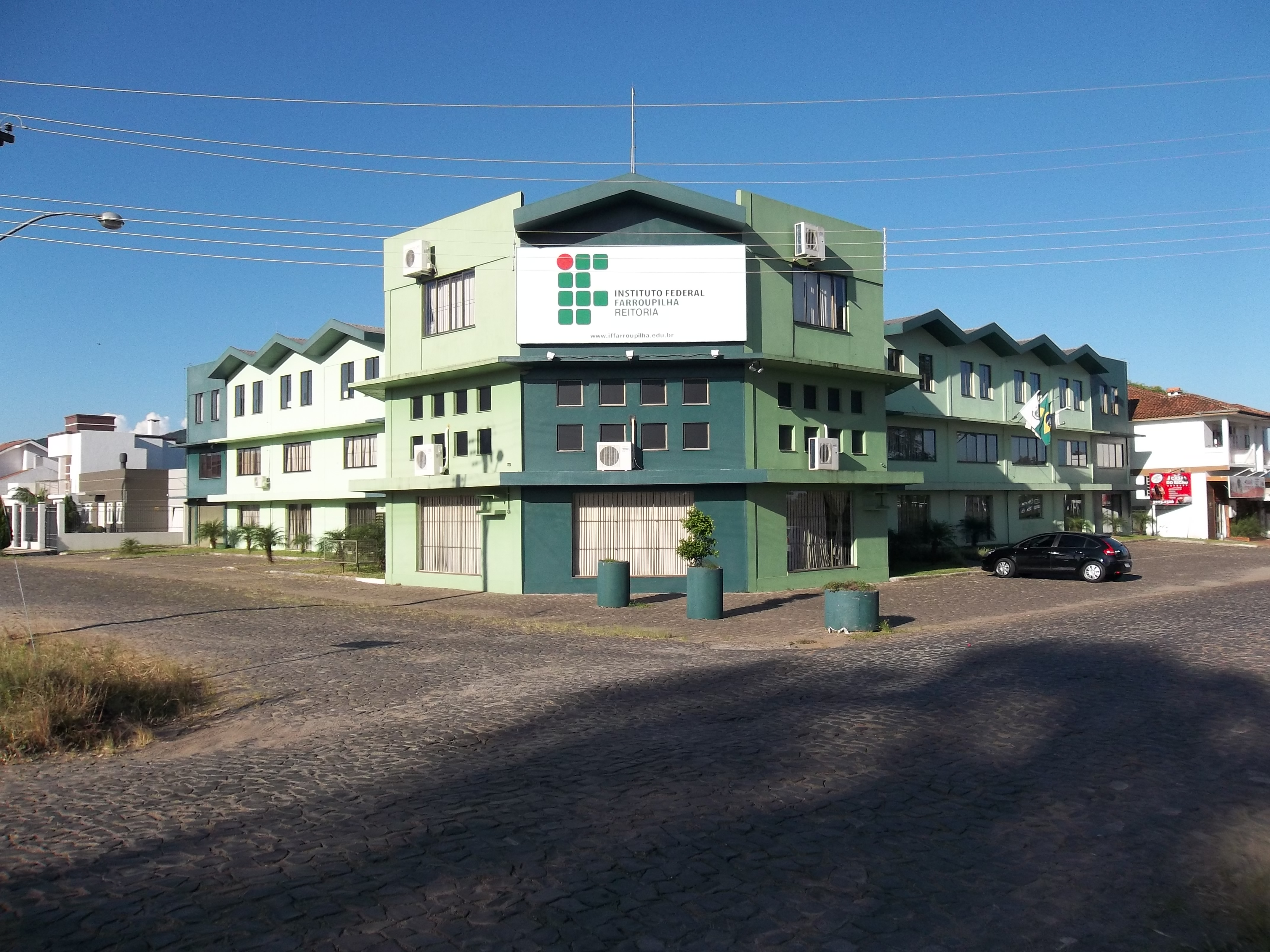
Reitoria do Instituto Federal Farroupilha, situado na Rua Esmeralda, Parque Residencial Santa Lúcia.
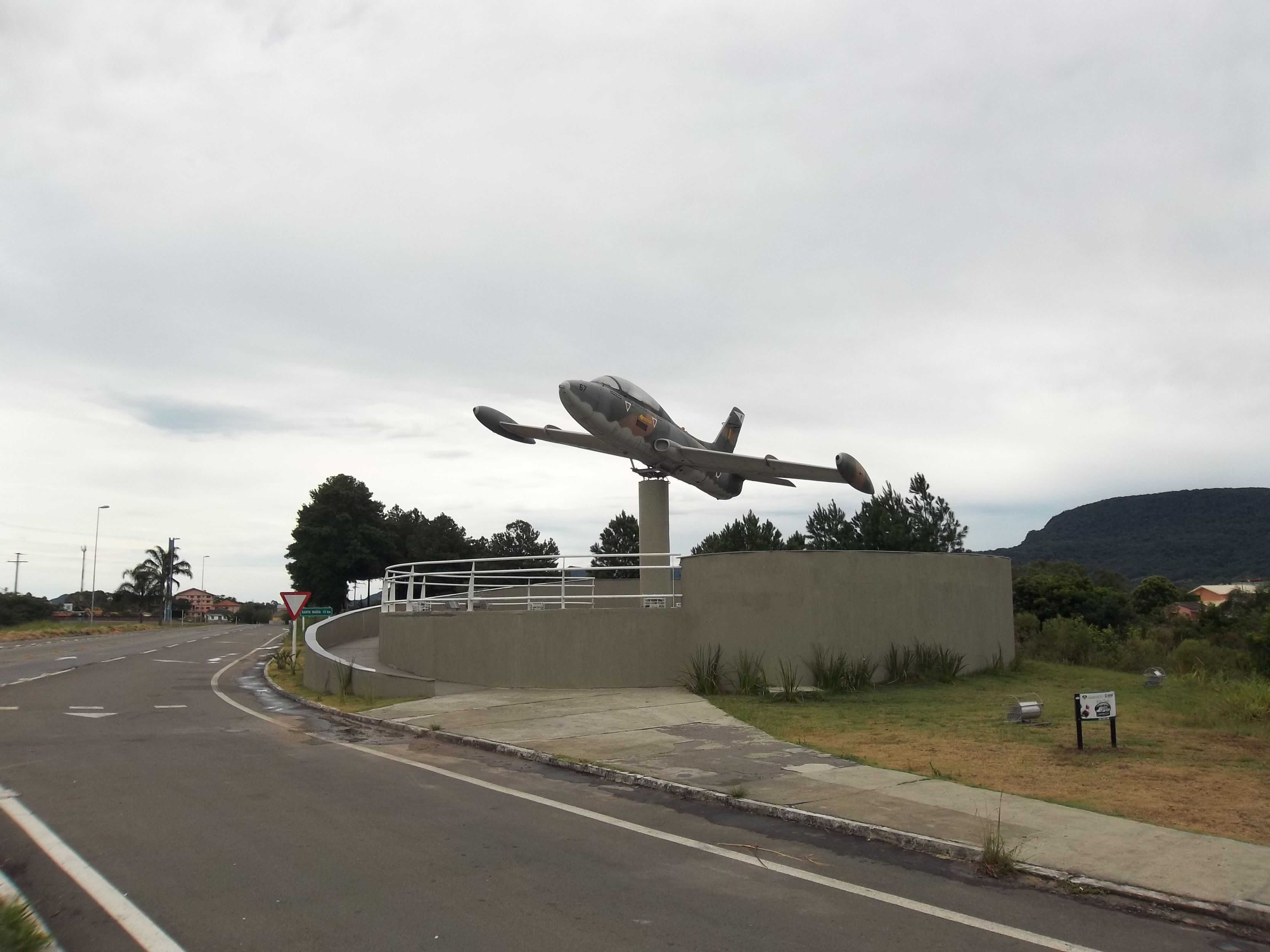
Avião no Pórtico da Base Aérea de Santa Maria, situado na RSC-287